# Eva Magni
Eva Magni (Milano, 28 luglio 1909 – Milano, 11 febbraio 2005) è stata un'attrice italiana.

## Biografia
Nata a Milano nel 1909, debutta sul palcoscenico poco più che ventenne, nella compagnia di Dario Niccodemi nel 1929, che comprese subito il grande talento dell'attrice, successivamente è nel gruppo di attori del varietà Za-Bum, nella commedia Broadway, insieme a Milly, dove rimane per una stagione.

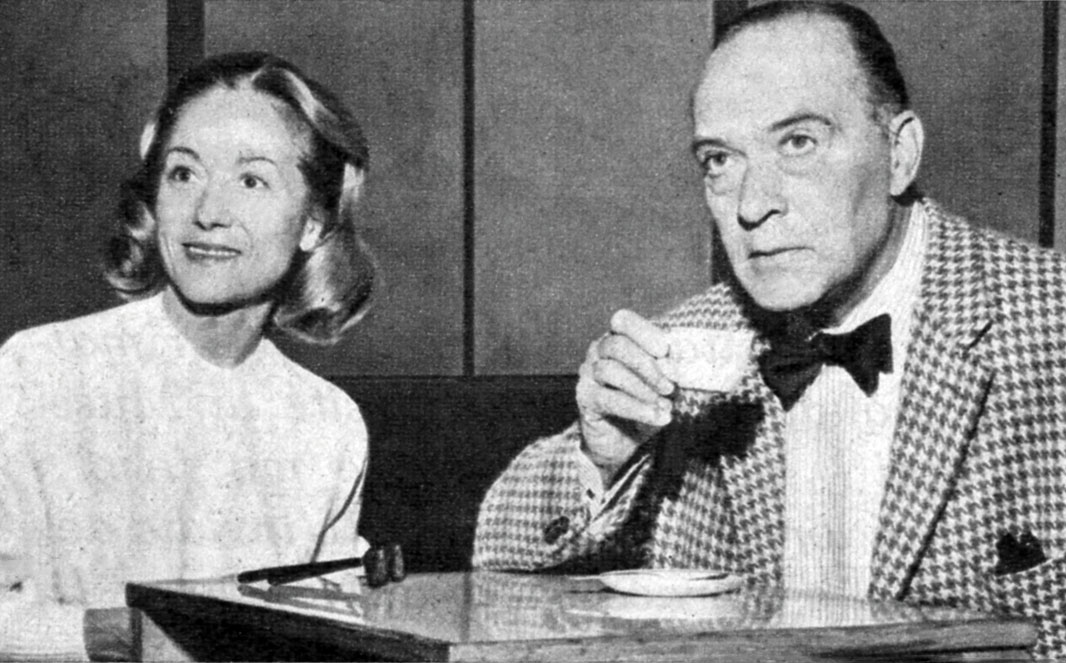
Eva Magni e Renzo Ricci negli studi di Radio Rai 1957

Nell'anno successivo recita con Dina Galli e Maria Melato, nel 1933, la troviamo nella Compagnia di Armando Falconi, poi con Memo Benassi, per poi formare una Compagnia con Renzo Ricci, di cui diviene compagna e poi moglie nel 1961, alla morte di Margherita Bagni prima moglie di Ricci.
Nel 1933 è Puck in Sogno di una notte di mezza estate di William Shakespeare per la regia di Max Reinhardt con Carlo Lombardi, Cele Abba, Giovanni Cimara, Nerio Bernardi, Rina Morelli, Sarah Ferrati, Cesare Bettarini, Armando Migliari, Ruggero Lupi, Luigi Almirante, Giuseppe Pierozzi, Benassi ed Evi Maltagliati al Giardino di Boboli a Firenze.
Nel 1935 inizia la sua collaborazione, nella prosa radiofonica EIAR e dopo la guerra in quella della RAI.
Debutta nel cinema con la regia di Gennaro Righelli, ma saranno solo 8 le pellicole nelle quali reciterà.
Nel 1978 alla morte del compagno e marito Renzo, abbandonerà per sempre le scene, pur rimanendo come assidua spettatrice nel mondo del Teatro.
Muore nella sua città natale, quasi novantaseienne, nel 2005.

## Prosa radiofonica RAI
- Gli spettri, di Henrik Ibsen, compagnia di Renzo Ricci, trasmessa il 20 novembre 1948.
- La vita degli altri, commedia in tre atti di Guglielmo Zorzi con Renzo Ricci, Eva Magni., Carlo Cataneo, Giulia Lazzarini, Giuseppe Pagliarini, Sante Calogero regia Anton Giulio Majano, 28 novembre 1957.

## Filmografia
- Il presidente della Ba. Ce. Cre. Mi., regia di Gennaro Righelli (1933)
- La ragazza dal livido azzurro, regia di E. W. Emo (1933)
- La canzone del sole, regia di Max Neufeld (1933)
- Paprika, regia di Carl Boese (1933)
- Freccia d'oro, regia di Piero Ballerini e Corrado D'Errico (1935)
- Il serpente a sonagli, regia di Raffaello Matarazzo (1935)
- Lo smemorato, regia di Gennaro Righelli (1936)
- Il maestro di Vigevano, regia di Elio Petri (1963)